# ABN Amro World Tennis Tournament 2020
ABN Amro World Tennis Tournament 2020, stiliserat som ABN AMRO World Tennis Tournament 2020, var den 47:e upplagan av Rotterdam Open, en tennisturnering i Rotterdam, Nederländerna. Turneringen var en del av 500 Series på ATP-touren 2020 och spelades inomhus på hard court mellan den 10–16 februari 2020.

## Mästare

### Singel
- Gaël Monfils besegrade  Félix Auger-Aliassime, 6–2, 6–4

### Dubbel
- Pierre-Hugues Herbert /  Nicolas Mahut besegrade  Henri Kontinen /  Jan-Lennard Struff, 7–6(7–5), 4–6, [10–7]